# Playa Montelimar
Die Playa Montelimar ist ein Strand an der Pazifikküste von Nicaragua im Departamento Managua. Montelimar verfügt über einen drei Kilometer langen weißen Sandstrand.

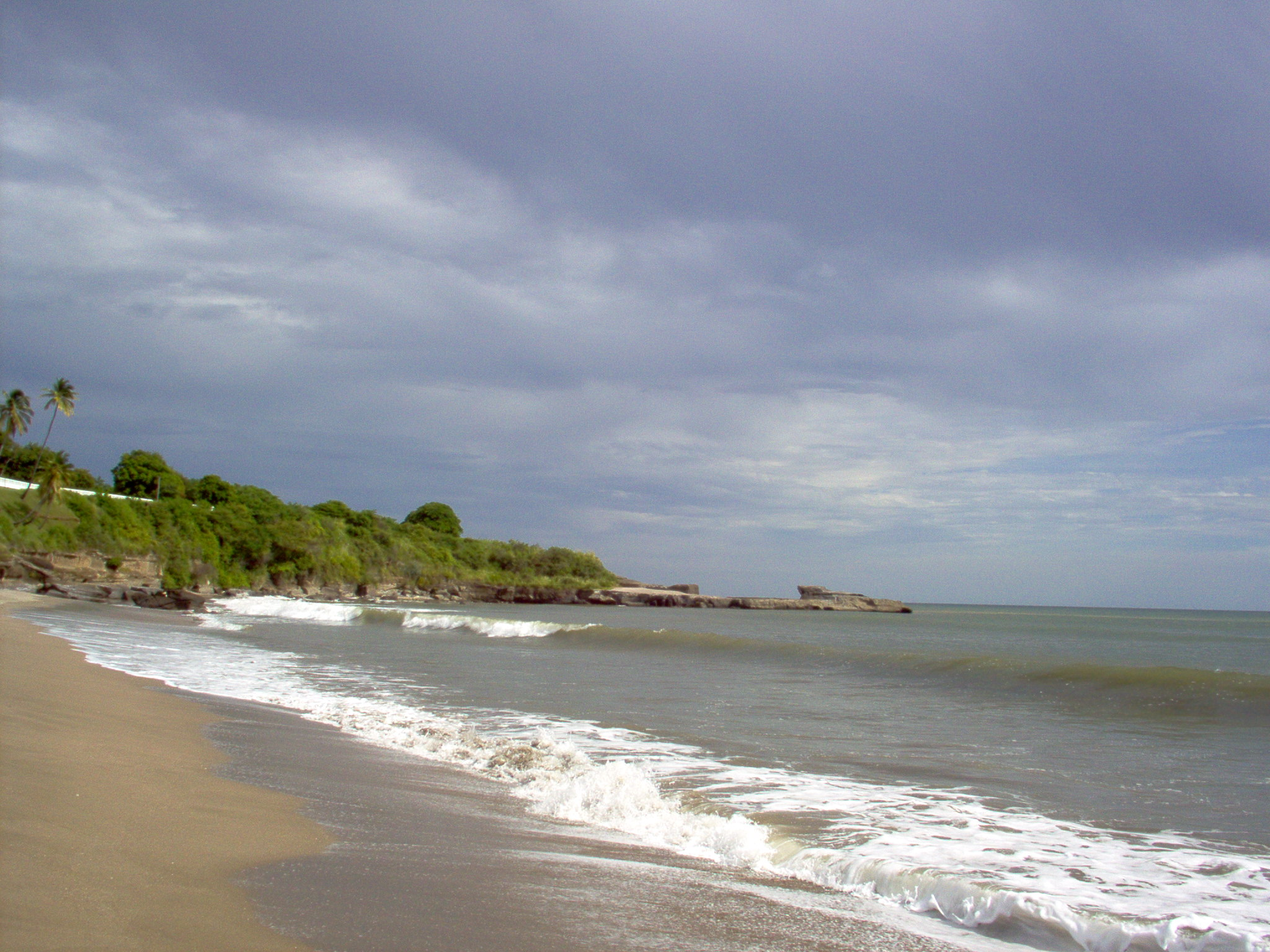
Playa Montelimar
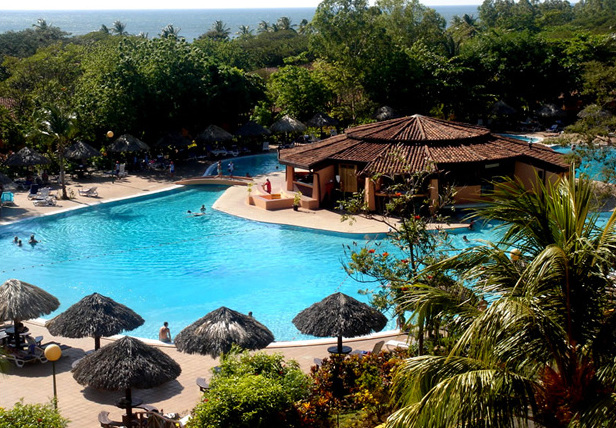
Barcelo Hotel Resort

Am Strand befindet sich ein Barcelo Hotel. Der aktuelle Standort des Hotels und Resorts ist das alte Somoza Estate, das eigentliche Wohnhaus wurde in ein Casino mit Blick auf den Pazifischen Ozean umgewandelt. Das Land gehörte ursprünglich deutschen Einwanderern und wurde von der Somoza-Dynastie konfisziert, nachdem Nicaragua während des Zweiten Weltkriegs Deutschland den Krieg erklärt hatte, obwohl keine Kampfhandlungen zwischen den beiden Ländern stattfanden.
In der Nähe des Barcelo Hotel Resort befindet sich ein kleiner Flughafen, der für touristische Zwecke genutzt wird.